# Honningslynge
En honningslynge er en maskine, der ved hjælp af centrifugalkraft slynger honningen ud af honningtavlerne.
I gamle dage pressede man honningen ud af tavlerne på forskellig vis, men i 1865 fik den italienske major von Hruschka patent på en maskine, der kunne slynge honningen ud ved centrifugalkraft.
De oprindelige slyngemaskiner var selvfølgelig hånddrevne, og der gik lang tid, før de blev udviklet til vore dages radialslyngere, der kan tage op til 120 tavler på én gang. I de såkaldte "tredjelande" er arbejdskraften ikke så kostbar, så biavlen kan være modsvarende stor med måske flere tusinde bistader. Her findes slyngemaskiner, der ikke slynger tavler, men magasiner. 

## Den første dansker som lavede en honningslynge
Jensenius Zinglersen, var den første dansker som lavede en honningslynge. han blev født i Slagelse i år 1813, og døde i år 1901, han var biavler, og startede som 12-årig.[kilde mangler]